# Euphorbia neocrispa
Euphorbia neocrispa es una especie fanerógama perteneciente a la familia de las euforbiáceas. Es endémica de Tanzania.

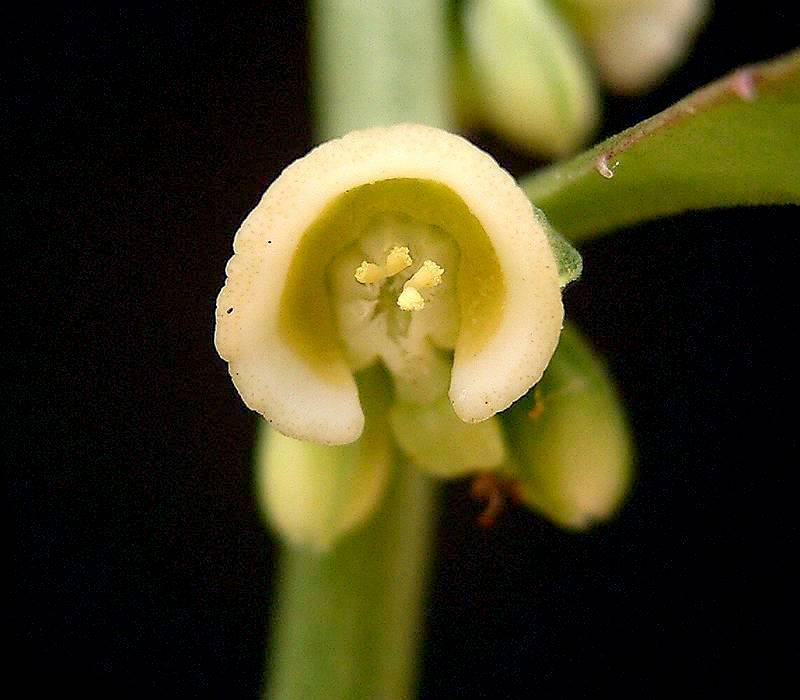
Ciato

## Descripción
Es una especie suculenta con ciatios terminales. Hierba perennifolia escasamente ramificada que alcanza un tamaño de hasta 75 cm de altura, con una raíz tuberosa ± 4 cm de diámetro,  con crestas longitudinales oscuras, a menudo procumbentes.

## Ecología
Se encuentra en las pendientes rocosas en los bosques; a una altitud de 30-700 metros.

## Taxonomía
Euphorbia neocrispa fue descrita por Peter Vincent Bruyns y publicado en Taxon 55: 413. 2006.
Etimología
Euphorbia: nombre genérico que deriva del médico griego del rey Juba II de Mauritania (52 a 50 a. C. - 23), Euphorbus, en su honor – o en alusión a su gran vientre –  ya que usaba médicamente Euphorbia resinifera. En 1753 Carlos Linneo asignó el nombre a todo el género.
neocrispa: epíteto latino compùesto de neo = "nuevo" y crispa = "rizado".
Sinonimia
- Monadenium intermedium P.R.O.Bally (1959).
- Monadenium crispum N.E.Br.[4][5]